# Voer Birketing
Voer Birketing, en retsinstans, nævnes første gang i historien i 1578. Birket blev oprettet af den daværende lensherre på Voergaard Slot, og tinget fik tilholdssted i en mindre bygning på slottets område.
Birkeretten kunne fælde dom over de bønder, som levede på Voergaards jorde. Lensherren kunne ikke selv virke som dommer, men havde ret til at beskikke en sådan.
Birketinget lukkede i 1820 med stor stigning i kriminaliteten til følge, hvilket medførte, at beboerne tog loven i egen hånd i 1840 med et opgør med de kriminelle. 
Fire personer omkom i konflikten. 
Voer Birketing blev i samtiden kendt, da 132 af Voergaards bønder fik bøder for at forædle deres produkter ved omdanne dem til brændevin.